# 郭符甲
郭符甲（1605年—1648年），字辅伯，号介庵，福建晋江县（今晋江市）人，明末官员，进士出身。郭符甲少年博学，弱冠時即為孝廉，然而此后六次春闈落第，十八載寒窗，直到崇祯十六年（1643年）方考中明朝末科进士。次年，明朝灭亡，郭符甲担任南明弘光朝礼科给事中，不久托病回乡。清军入福建后，郭符甲举兵抗清，响应郑成功，兵败殉国。清乾隆年间追谥节愍。

## 生平

### 籍贯
郭符甲生于母家谢氏山庄灵鹫山之下。原居晋江县龙湖后溪，後迁南安县水头，故偶有文獻以其爲南安人。他自幼聪颖，过目成诵，演习天文、地理、星数、医卜、律剑、琴棋、画篆、书刻、骑射各科目，均深谙于心。虽仅垂髫之年，即已通贯经史，尤其精于《易经》。
天启四年（1624年）甲子科福建乡试，郭符甲经校试分闱的兴化府推官祁彪佳取中，成为举人。

### 六上春官
天启五年（1625年），郭符甲上京参加乙丑科会试落第，返回家乡，在郭惟贤祠读书以自勉。崇祯元年（1628年），再应戊辰科会试落第后，以教授为生，游历漳州、潮州、平和、饶平以及山东、苏北等地，从不依附高官，或与学生讲论，或以诗酒娱情，或游历山水，或探访名胜。郭符甲以白身辗转各地二十余年，前后六次会试不中。
崇祯十六年（1643年），郭符甲年已三十九岁，前往京师参加癸未科会试。阅卷官周凤翔读到其试卷，大加赞赏，评价道：“此正气文字，必真人品也。”并尽力推荐。但因试卷抄录讹误，未能列入前茅。殿试后，郭符甲名列二甲第三十五名，赐进士出身，大理寺觀政。随即请假归里。

### 为官南明
崇祯十七年（1644年）三月，李自成攻克北京，崇禎帝在煤山自缢。郭符甲闻讯之后，怅恨不已。又听闻恩师周凤翔在国变中殉难，感叹道：“吾幸出忠义之门矣！”
不久，吴三桂引清軍攻入山海关，击败李自成，定鼎北京，并一路南下。明臣拥立福王朱由崧在南京即位。郭符甲被任命为户部四川司主事，并兼任兵部职方司主事，核查军饷、兵力。弘光元年（清顺治二年，1645年），清军攻破南京，郭符甲正在姑苏监督军饷，各州县筹集送来的银钱达十三万余两。有吏员劝其将钱归为私用，并分给手下，以避战乱。郭符甲表明自己生来“不染私尘”，命令将军饷发还处。同年，前往广东主持考试，发掘人才有方。升任礼科右给事中，三个月之内，上奏疏三十余章。眼见南明朝廷官员互相倾轧，自忖不为所容，于是称病归乡。

### 举事抗清
次年（弘光二年，清顺治二年，1645年），弘光政权灭亡。六月，唐王朱聿键在福州即位，改元隆武。隆武二年（清顺治三年，1646年），清军进入福建，势如破竹，先后占领福州、泉州。郭符甲逃往建宁山中，謀求反擊。隆武三年（永曆元年，清顺治四年，1647年）八月二十二日 ，抗清名将郑成功与郑鸿逵在泉州近郊桃花山会师，准备合兵围攻泉州。郭符甲在泉州府属邑，联合反清缙绅，举事响应。惠安、安溪、永春、德化、大田、尤溪各地乡勇云集，将郭符甲迎至永春，推举为帅，分部五镇，分别以林忠、颜昌儒、郑英达、李锡燕、周天麟统辖，收复永春、德化两县。同年九月，反清军未能攻克泉州，清廷援军到来，郑成功、郑鸿逵分别退回安平、金门，郭符甲则率众防守永春等县。

### 兵败死节
隆武四年（永曆二年，清顺治五年（1648年）清福建右路总兵马得功攻打永春，郭符甲率兵顽强抗击，最终不敌，兵败殉国。关于其死节经过，文献记载多有龃龉，有自缢说、绝食说、自杀未成被杀说、战殁说、被俘处决说以及死于海上说。《續明紀事本末》记载，郭符甲亲身督战，遍体鳞伤，仍然战斗不止，直到敌人砍断其头，方才倒地。乾隆《泉州府志》称，清军进入泉州后，明将郑英达、颜昌儒防守东关太平镇，见大势已去，密谋降清，引兵由永城直逼上场堡。郭符甲率兵迎战，多处负伤，退入堡内，绝食不死，于是面对南方朝廷方向跪拜，从容自缢。驻军附近的马得功将郭符甲寻获并救下，见其尚未气绝，便再三劝降。郭符甲怒目道：“ 欲杀、欲割由汝，尽忠、尽节在吾！”马德功见其决心已定，便命手下在门上将其斩首。道光《晋江县志》则称郭符甲兵败后，冠带南拜，从容自缢殉国。传闻其遗体多日不腐。马德功命人准备棺衾，以礼将其安葬。一说为乡人所葬。关于埋葬地点，则有山中说及海岛说等。
郭符甲殉国后，南明永历帝追赠其兵部尚书，建祠旌表，并入列学宫，春秋祭祀。清乾隆四十一年（1776年）赐谥节愍。與盧若騰、陳洪謐 、張朝綖、蔡肱明、吳韓起、黃錫袞、辜胤奇、丁胤甲、梁玉蕤、楊明琅、沈佺期、許吉燝、何運亮、史贊聖、蘇國瓓、王命岳、施顯等人並稱“魯東同朝十八名士”。

## 佚事
郭符甲在平和居住期间，有僧人请其作序文作衣钵之计。后来僧人外出遇盗，盗贼本欲加害，见到此文，大为惊奇，说道：“这是情操君子郭大人所书，你曾经有机会与他同游吗？”因此将僧人释放。僧人专程拜访郭符甲，感谢救命之恩。
郭符甲深夜读书，有老虎常来窗外伏听，并每每咆哮、跳跃，声音响彻屋内。郭符甲于是写作《虎听草》记述此事。
郭符甲在饶平时，有姓黄者请他书写匾联。后黄家失火，唯郭符甲书写之匾联岿然独存，众人都对此惊诧不已。
饶平知县邱金声，本是郭符甲同乡，且同榜中式，有同年之谊。但郭符甲与其三年不通音讯。邱金声听说此事，非常诧异。一日，徒步过访其门，郭符甲闭门不出。邱金声在门外询问原因，郭符甲道：“尔治尔政，吾读吾书，互无干涉。”最终未与邱金声见面。
在沛县时，郭符甲以当地接近圣贤，士风古朴，意欲携家迁居于此，积攒教书薪酬，购买阚家园土地一百六十亩，并建造茅屋一所。后因战乱，未能遂愿。
传闻郭符甲死后，遗体经过七日，仍然颜色如生，苍蝇、蚂蚁皆不敢侵犯。

## 著述
郭符甲著有《墨诀》、《易诀》、《大小题笔要八法》傳世。
有诗《題寓園松徑》
長風何處起，清響落曾湍。
忽聽晴空雨，翻飛午院寒。
蒼鱗移漢殿，鐵幹老秦官。
即此開三徑，徘徊盡日看。